# 維克多·薩斯
維克多·薩斯（英語：Victor Zsasz）是一名登場於DC漫畫的虛構超級反派。他是蝙蝠俠的一名敵人，也是個連環殺手，他擅長使用小刀殺害自己的目標，並在事後用小刀在自己的身上刻下記號。
薩斯初次登場於《蝙蝠俠：蝙蝠之影》第一期，創作者為艾倫·格蘭特和諾姆·布雷福格。薩斯的姓氏是參考自精神醫師湯瑪斯·薩斯而來。

## 簡介

### 起源故事
在《蝙蝠俠編年史》漫畫系列中，維克多·薩斯講述過他起初是個國際級商業公司的老闆，父母在他25歲時死於一場船難。他雖然在那之後繼承家族所累積的百萬家業，但由於父母的死對他打擊巨大，使他開始沉迷賭博來澆愁。多年來，薩斯走向過世界各地、參加各式各樣的賭博時損失過不少錢，逢賭必輸的他一直打算靠碰一回運氣來贏回一切。某夜，他來到高譚市由企鵝人所經營的冰山俱樂部，在德州撲克競局中賭上他僅剩的所有積蓄，試圖贏回損失的錢，然而卻在最後一輪輸給出同花順的企鵝人。薩斯一夜之間傾家蕩產而流落街頭，站在高譚市大橋上準備跳河自盡時，一個流浪漢出現試圖拿刀打劫當時一無所有的他。在那一刻，薩斯陷入精神失常，赫然領悟到「生命毫無意義」，於是立刻奪下流浪漢的刀而將他捅數刀致死，作為送給他的「禮物」。從此以後，薩斯走上連環殺手的犯罪之路，多年來犯下過數不盡的謀殺案，對所有眼前出現的人都視為潛在目標（薩斯喜歡稱呼其受害者為「殭屍」），聲稱自己殺人是為了讓他們「解脫」，離開這條“無意義”的生命。薩斯殺人沒有規律，但專門會殺年輕女子。他每殺完人會將屍體擺成各種姿勢，並且會固定在自己身體上劃下計數符號作為記號和象徵；身上的記號就是他所殺害的人之數量。

### DC重生
在DC重生的故事中蝙蝠俠與湯瑪士·杜克一起調查一連串與薩斯相關的謀殺案。

## 能力
- 薩斯本來只是個平凡人，雖說他體格高瘦、行動比起其他人還要來得敏捷與柔韌，但相較於其他蝙蝠俠的絕大多數對手，其能力一點也不突出，蝙蝠俠有時只需要一個機會就能將其迅速擊倒。
- 但是他的心思難以捉摸，所殺害的目標完全沒有規律可言，讓蝙蝠俠在應付他時也非常的頭痛。
- 薩斯擅長使用小刀殺人。這是因為他考慮槍械「不可靠」，所以他不喜歡使用槍械當作武器。
- 他有著超乎常人的意志和專注力，即使是被關在狹小的空間中，他每天也會花上至少十六個小時鍛鍊自己的身體。
- 薩斯有著天才級的犯罪頭腦[4]，決斷力非常迅速，只要決定好目標就會立即下手。不過他會替自己的殺戮行動立下「規矩」，並強制自己與他人都要絕對遵守。

## 其他媒體

### 動畫
- 《蝙蝠俠新冒險》：由John Malkovich[5]配音。

### 電視劇
- 《萬惡高譚市》：薩斯由安東尼·卡瑞根飾演。在劇中他是黑道老大卡麥·法康尼手下的殺手，每殺死一人就會在自己身上劃下一道印記[6]。
- 《蝙蝠女俠》：薩斯由亞歷克斯·莫夫飾演。

### 電影
- 《蝙蝠俠：開戰時刻》（2005）：薩斯由提姆·布斯飾演。
- 《猛禽小隊》（2020）：薩斯由克里斯·梅希納飾演。

### 電子遊戲
- 蝙蝠俠：阿卡漢系列：由丹尼·雅各布斯配音。
  - 《蝙蝠俠：阿卡漢瘋人院》：因為小丑的緣故使他逃出病房，並挾持了一名警衛，但隨後遭蝙蝠俠制伏。之後又再次脫逃，挾持了楊醫師做人質，最後仍然遭蝙蝠俠用蝙蝠鏢擊昏。
  - 《蝙蝠俠：阿卡漢城市》：支線任務登場，強迫蝙蝠俠要在阿卡漢城市內的公共電話限時接聽他的來電，否則就要殺死他綁來的人質。在六個隨機來電中，薩斯在蝙蝠俠接聽時開始講述他的由來和過去，但也讓蝙蝠俠有足夠的時間找出他的方位。他的藏身之處最終被蝙蝠俠發現，就在快要殺死人質時被蝙蝠俠制服後關在了籠子裏。
  - 《蝙蝠俠：阿卡漢騎士》：薩斯並未在遊戲裏作為敵人登場，但在神諭被綁架後，於蝙蝠俠調查鐘樓的監視器時，可以看到薩斯走過街道的一幕。

- 《蝙蝠俠：秘密系譜》：由Kiff VandenHeuvel配音，於EP4和EP5中的阿卡漢精神病院裡登場。
- 《超級英雄：武力對決2》：出現在劇情模式中，由史蒂芬·布魯姆配音。

## 備註
1. ↑  Batman: Shadow of the Bat #1.
2. ↑  Breyfogle, N. & Grant, A. (1996). Batman: The Last Arkham. DC comics. ISBN 1-56389-190-5.
3. ↑  All-Star Batman
4. ↑  The DC Comics Encyclopedia.
5. ↑  .   [2017-03-15]. （原始内容存档于2017-12-18）.
6. ↑   萬惡高譚市 ep. 7 "Penguin's Umbrella" Directed by Rob Bailey. Written by Bruno Heller. November 3, 2014